# 何文今
何文今（1913年—1997年），男，山西太原人，中国电影事业家，中国电影家协会常务理事，曾任北京电影制片厂副厂长，北京科学教育电影制片厂厂长。